# Walserweg Graubünden

Logo

Der Walserweg Graubünden ist als ein interregionaler, kulturvermittelnder Wanderweg ein Projekt der Walservereinigung Graubünden. Er wurde am 4. Juni 2010 eröffnet und führt in 23 Etappen durch den gesamten Kanton Graubünden. Dabei erschliesst er alle wesentlichen Orte, die von Walsern gegründet oder geprägt wurden.
Er beginnt in San Bernardino und endet nach 300 km in Brand im Vorarlberger Montafon, nachdem er hinter St. Antönien den Kanton verlassen hat.

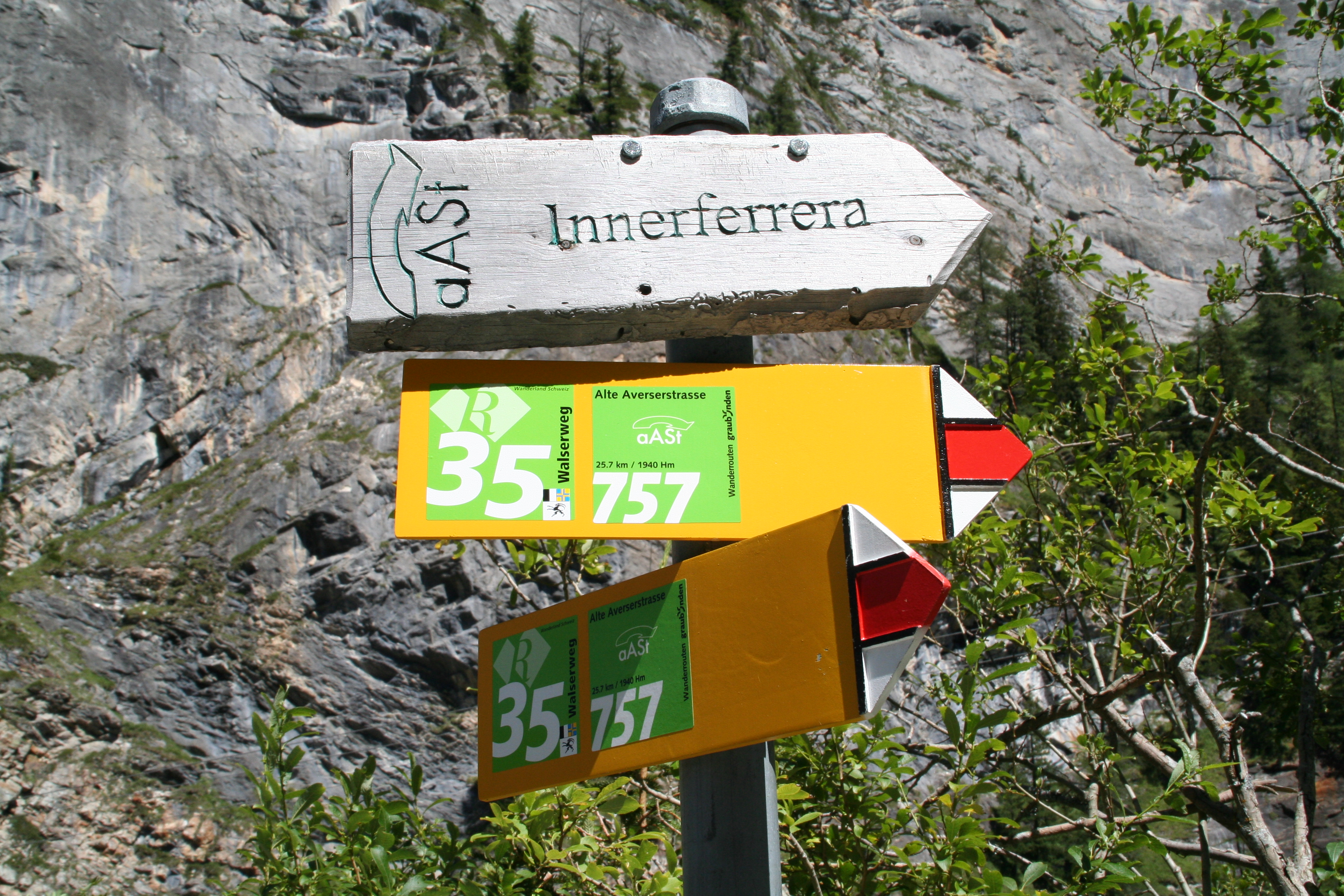
Wegweiser bei Innerferrera im Averstal

Die wichtigsten Durchgangsorte sind der Bernhardinpass, Hinterrhein, Valserberg, Vals, Tomülpass, Safien Turrahus, Camanaboda, Safien Platz, Glaspass, Masügg, Urmein, Thusis, Carschenna, Crocs, Obermutten, Samest, Zillis, Pignia, Andeer, Roflaschlucht, Ausserferrera, Innerferrera, Campsut, Cresta, Juf, Stallerberg, Fallerfurgga, Alp Flix, Val d’Err, Pass d'Ela, Ela-Hütte, Filisur, Jenisberg, Monstein, Fanezfurgga, Ducantal, Sertig Dörfli, Tällifurgga, Davos, Stafelalp, Maienfelder Furgga, Arosa, Medergen, Sapün, Langwies, Fondei, Strassberg, Durannapass, Casannapass, Klosters, Schlappin, Rätschenjoch, St. Antönien, Partnun, Schweizertor und der Lünersee. Streckenweise verläuft der Walserweg Graubünden auf anderen Weitwanderwegen, so etwa auf dem Schanfigger Höhenweg zwischen Arosa und dem Fondei.

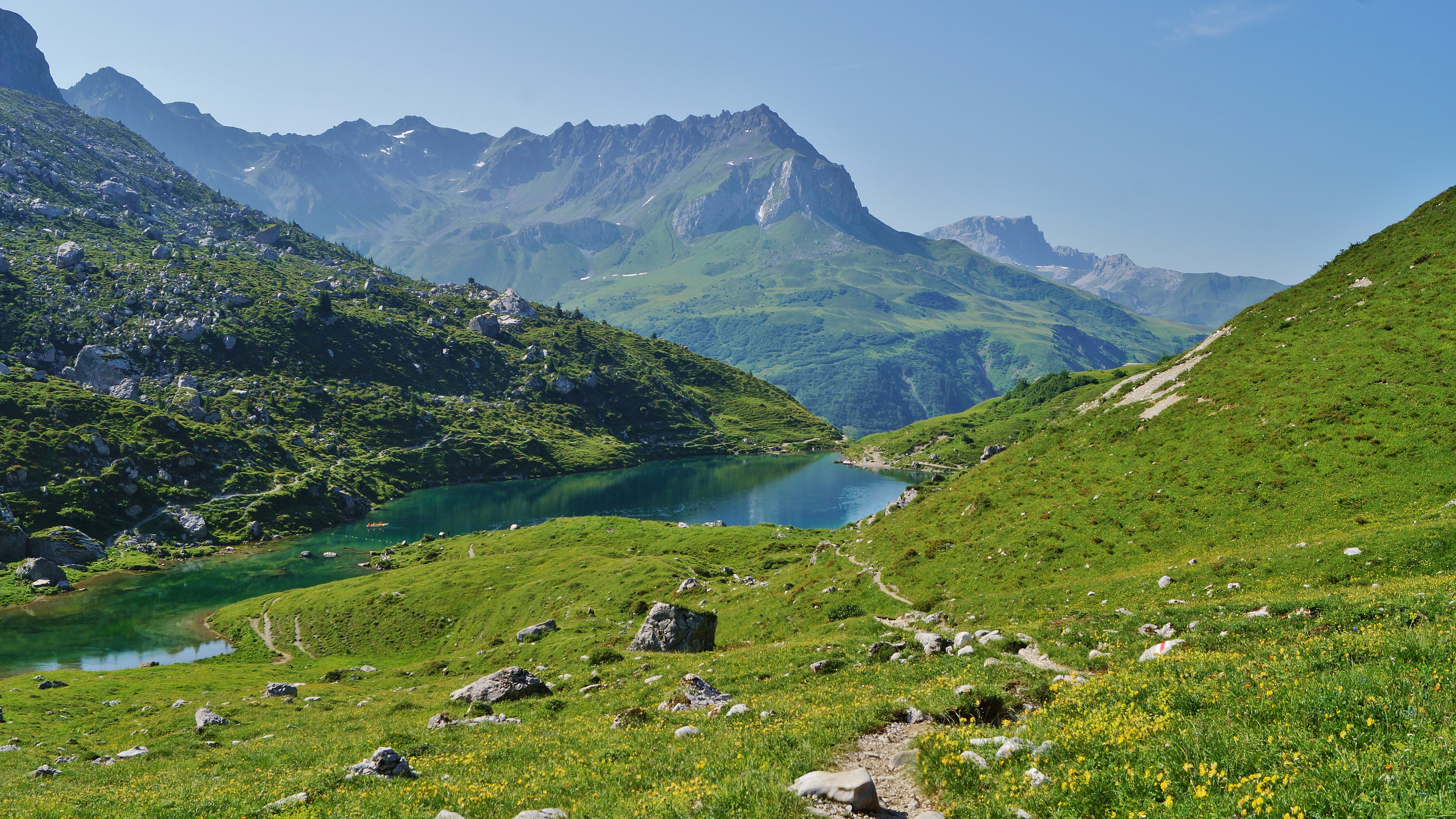
Wegverlauf am Partnunsee von Norden

Am Walserweg Graubünden wurden drei Schwerpunktprojekte integriert, die der ortsansässigen Bevölkerung einen Nebenverdienst ermöglichen. Die drei Projekte sind: ein Verpflegungsort in Hinterrhein, eine Schaukäserei in Strassberg im Fondei und eine Präsentation ihrer Tätigkeit durch Lawinenführer in St. Antönien.
Der Walserweg Graubünden wird subventioniert durch die Schweizerische Eidgenossenschaft, das Bundesnetzwerk Synergien im ländlichen Raum, die Schweizer Berghilfe und den Kanton Graubünden.
Bei SchweizMobil und auf der Markierung heisst die regionale Route  35 Walserweg, besteht aus 19 Etappen und ist 315 Kilometer lang. Die achte und neunte Etappe laufen auf gleichem Trassee wie die Alte Averserstrasse.

## Nachweis
1. ↑  Der Walserweg bei myswitzerland.com.